# 聖儒利安主教座堂 (卡爾塔吉羅內)

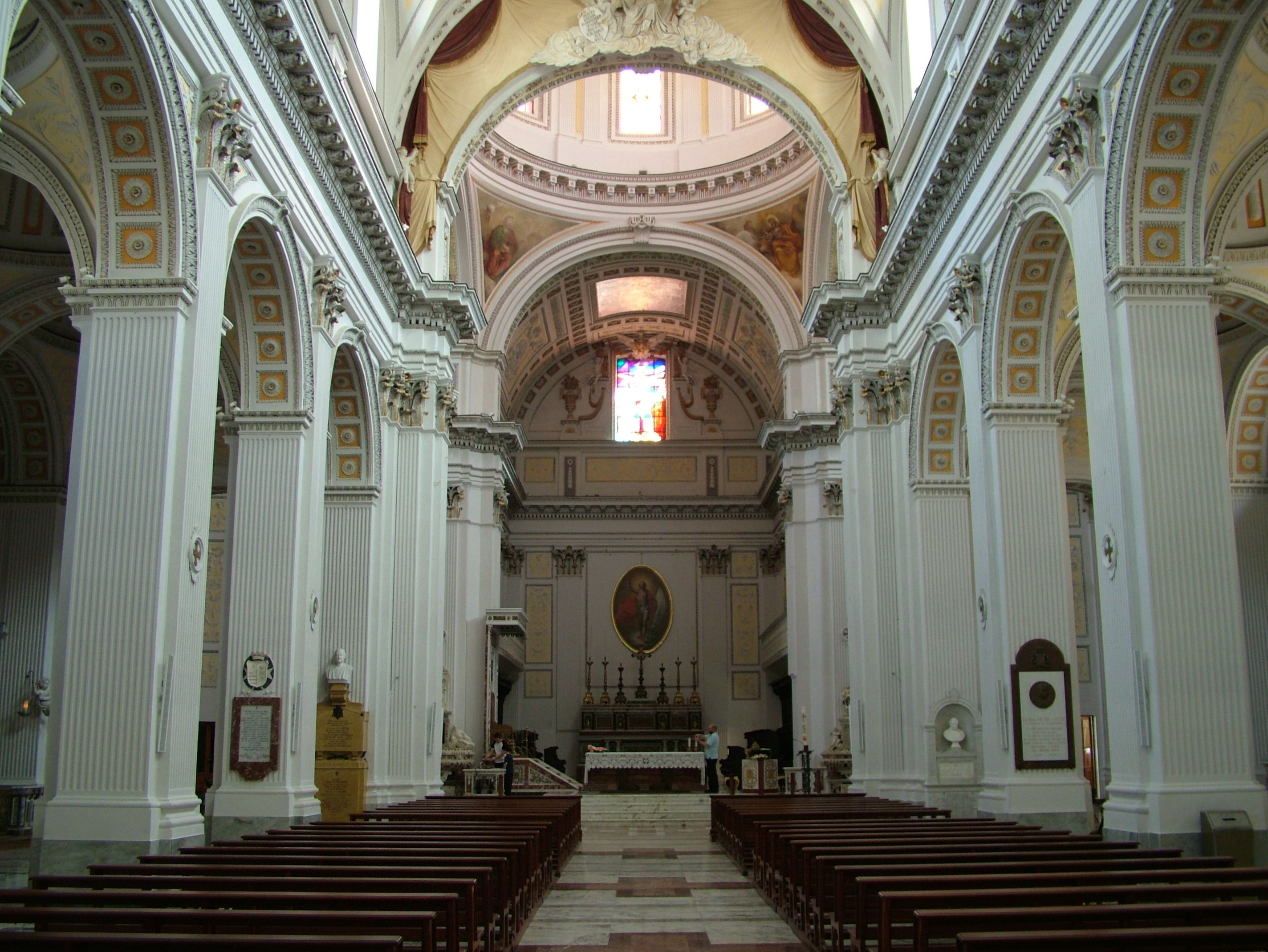

圣儒利安圣殿主教座堂（Basilica Cattedrale di San Giuliano）是罗马天主教宗座圣殿，也是天主教卡尔塔吉罗内教区的主教座堂，位于意大利西西里大区的世界遗产城市卡尔塔吉罗内。

## 历史
传统认为，圣儒利安堂始建于1282年（诺曼时代）。1542年和1693年曾两次毁于地震，此后重建。
1816年9月12日，教宗庇护七世宣布成立天主教卡尔塔吉罗内教区，将圣儒利安堂升格为主教座堂。